# Ліщовате
Ліщовате (пол. Leszczowate) — село Бещадського повіту Підкарпатського воєводства Республіки Польща, гміна Устрики-Долішні. Населення — 92 особи (2011).

## Географія
На південно-східній стороні від села бере початок річка Лодина.

## Розташування
Ліщовате знаходиться за 8 км на північ від адміністративного центру ґміни Устрик-Долішніх і за 72 км на південний схід від адміністративного центру воєводства Ряшева, за 6 км від державного кордону з Україною. Колишнє бойківське село.

## Назва
У 1977—1981 рр. в ході кампанії ліквідації українських назв село називалося Залєсє.

## Історія
Село закріпачене в 1508 р. за магдебурзьким правом. Входило до Ліського ключа Сяніцької землі Руське воєводства.
У 1772—1918 рр. село було у складі Австро-Угорської монархії, у провінції Королівство Галичини та Володимирії. У 1884 році село належало до Ліського повіту, у селі нараховувались 653 мешканці (з них — 57 у фільварку Едмунда Країнського), майже всі греко-католики.
У 1919—1939 рр. — у складі Польщі. Село належало до Ліського повіту Львівського воєводства, у 1934—1939 рр. входило до складу ґміни Ропєнка. У 1936 році в селі нараховувалось 1105 греко-католиків, 40 римо-католиків, 24 юдеї та 11 осіб інших віровизнань.
На 01.01.1939 в селі було 1240 жителів, з них 1130 українців, 80 поляків (працівники копальні нафти), 30 євреїв.
У середині вересня 1939 року німці окупували село, однак уже 26 вересня 1939 року мусіли відступити з правобережної частини Сяну, оскільки за пактом Ріббентропа-Молотова правобережжя Сяну належало до радянської зони впливу. 27.11.1939 постановою Президії Верховної Ради УРСР село у складі повіту включене до новоутвореної Дрогобицької області. Територія ввійшла до складу утвореного 17.01.1940 Ліськівського району (районний центр — Лісько). Наприкінці червня 1941, з початком Радянсько-німецької війни, територія знову була окупована німцями, які за три роки окупації винищили євреїв. У серпні 1944 року радянські війська знову оволоділи селом. В березні 1945 року, у рамках підготовки до підписання Радянсько-польського договору про державний кордон зі складу Дрогобицької області правобережжя Сяну включно з селом було передане до складу Польщі. Військо польське і польські банди почали грабувати і вбивати українців, у відповідь на це селяни гуртувались у відділи самооборони. Далі поляками українське населення було піддане етноциду — виселене на територію СРСР в 1945—1946 рр. та в 1947 році під час Операції Вісла депортоване на понімецькі землі. В хати українців поселені поляки.
У 1975—1998 роках село належало до Кросненського воєводства.

## Демографія
Демографічна структура станом на 31 березня 2011 року:
|          | Загалом | Допрацездатний вік | Працездатний вік | Постпрацездатний вік |
| -------- | ------- | ------------------ | ---------------- | -------------------- |
| Чоловіки | 48      | 8                  | 36               | 4                    |
| Жінки    | 44      | 6                  | 26               | 12                   |
| Разом    | 92      | 14                 | 62               | 16                   |

## Церква
У 1922 рр. (на місці попередньої з 1711 р.) зведена дерев'яна церква Преп. Мат. Параскеви, яка була парафіяльною.
До 1947 р. в селі була греко-католицька парафія, яка належала до Ліського деканату Перемиської єпархії. Після виселення українців поляки перетворили церкву на костел. Церкву внесено до загальнодержавного реєстру пам'ятників історії.

## Пам'ятки
- Колишня церква з 1922 р. — тепер костел.
- Дерев'яна дзвіниця XVIII ст.